# Abbas Ali Atwi
Abbas Ali Atwi (in arabo عباس على عطوى‎?; Sidone, 15 dicembre 1984) è un ex calciatore libanese, di ruolo centrocampista.

## Carriera

### Club
Ha sempre giocato nel campionato libanese.

### Nazionale
Ha debuttato in nazionale nel 2002.

## Palmarès

### Club

#### Competizioni nazionali
- Seconda Divisione: 1

Bourj: 2000-2001
- Prima Divisione: 7

Olympic Beirut: 2002-2003
Ahed: 2007-2008, 2009-2010, 2010-2011, 2014-2015, 2016-2017
Ansar: 2020-2021
- Coppa del Libano: 4

Olympic Beirut: 2002-2003
Ahed: 2008-2009, 2010-2011
Ansar: 2020-2021
- Supercoppa del Libano: 4

Ahed: 2008, 2010, 2011, 2015
- Coppa d'Élite libanese: 5

Ahed: 2008, 2010, 2011, 2013, 2015

### Individuale
- Squadra dell'anno libanese: 6

2009-2010, 2010-2011, 2012-2013, 2014-2015, 2015-2016, 2018-2019
- Maggior numero di assist nella Prima Divisione: 1

2009-2010